# 大陸地區大學及高等教育機構認可名冊

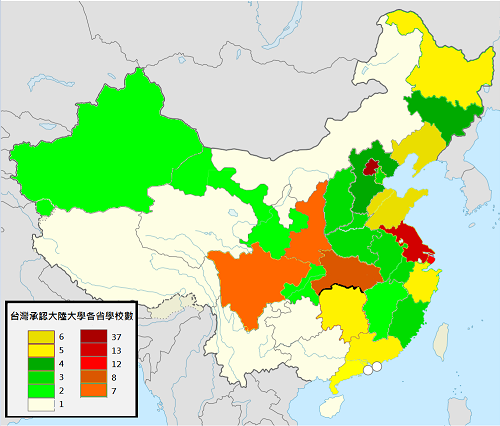
台灣承認中國大陸大學各省學校數

大陸地區大學及高等教育機構認可名冊是中華民國教育部承認的中國大陸大學列表，截至2016年，共有155所本科學校、191所專科學校受到承認。

## 歷史
2001年2月3日，北京大學博士生朱榮彬與等三十多位臺灣學生籌組中國大陸台灣學生聯誼會，以推動中華民國政府採認中國大陸學歷。
基於國際趨勢及兩岸學術交流，亦希望解決新住民及陸籍配偶之就學人權、臺商子弟回臺就學之學業銜接事宜，中華民國教育部於2011年1月10號公告認可除了軍事院校外的38所985工程學校，以及三所體育、藝術、音樂學校，共41所大陸大學。
2013年3月12日，承認大陸大學兩年多以來，中華民國教育部陸續接獲民眾及大學校院多次向政府建議擴大採認大陸大學學歷，於是教育部決定擴大承認到211工程學校，但排除公安、軍事、醫療等相關學校，新增承認70所大學。另外為配合台灣二年制學校招生需求，在同年5月2日，採認大陸191所專科學校。
2014年4月18日，在原採認111校的基礎上，擴大採認15所中國大陸音樂、藝術、體育大學以及3所科學研究機構，合計採認共計129所大學。
2016年4月27日，教育部擴大採認26所大陸地區大學及高等教育機構，採認對象以大陸地區省部共建學校為主。擴大採認大陸地區大學及高等教育機構，除有利於提升兩岸文教互信基礎，進一步擴展兩岸交流深度外，對台灣拓展大陸優秀學生生源亦有所助益，並能促使台灣高等教育與國際接軌，以及優秀臺生回流、活絡人力資源。

## 本科学校
| 序號 | 學校名稱             | 承認日期      | 省市區   | 地址                                        | 備註         | 招生 |
| ---- | -------------------- | ------------- | -------- | ------------------------------------------- | ------------ | ---- |
| 1    | 中央民族大學         | 2011年1月10日 | 北京市   | 海淀區中關村南大街27號                      | 985學校      | 是   |
| 2    | 中央音樂學院         | 2011年1月10日 | 北京市   | 西城區鮑家街43號                            | 211學校      | 是   |
| 3    | 中央美術學院         | 2011年1月10日 | 北京市   | 朝陽區花家地南街8號                         | 藝術院校     | 是   |
| 4    | 中國人民大學         | 2011年1月10日 | 北京市   | 海淀區中關村大街59號                        | 985學校      | 是   |
| 5    | 中國農業大學         | 2011年1月10日 | 北京市   | 海淀區清華東路17號                          | 985學校      | 是   |
| 6    | 北京大學             | 2011年1月10日 | 北京市   | 海淀區頤和園路5號                           | 985學校      | 是   |
| 7    | 北京師範大學         | 2011年1月10日 | 北京市   | 海淀區新街口外大街19號                      | 985學校      | 是   |
| 8    | 北京航空航天大學     | 2011年1月10日 | 北京市   | 海淀區學院路37號                            | 985學校      | 是   |
| 9    | 北京理工大學         | 2011年1月10日 | 北京市   | 海淀區中關村南大街5號                       | 985學校      | 是   |
| 10   | 北京體育大學         | 2011年1月10日 | 北京市   | 海淀區信息路48號                            | 211學校      | 是   |
| 11   | 清華大學             | 2011年1月10日 | 北京市   | 海淀區清華園一號                            | 985學校      | 是   |
| 12   | 天津大學             | 2011年1月10日 | 天津市   | 南開區衛津路92號                            | 985學校      | 是   |
| 13   | 南開大學             | 2011年1月10日 | 天津市   | 南開區衛津路94號                            | 985學校      | 是   |
| 14   | 大連理工大學         | 2011年1月10日 | 遼寧省   | 大連市甘井子区凌工路2号                     | 985學校      | 是   |
| 15   | 東北大學             | 2011年1月10日 | 遼寧省   | 瀋陽市和平區文化路3號巷11號                 | 985學校      | 是   |
| 16   | 吉林大學             | 2011年1月10日 | 吉林省   | 長春市前進大街2699號                        | 985學校      | 是   |
| 17   | 哈爾濱工業大學       | 2011年1月10日 | 黑龍江省 | 南岗区西大直街92号                          | 985學校      | 是   |
| 18   | 上海交通大學         | 2011年1月10日 | 上海市   | 閔行區東川路800號                           | 985學校      | 是   |
| 19   | 同濟大學             | 2011年1月10日 | 上海市   | 楊浦區四平路1239號                          | 985學校      | 是   |
| 20   | 復旦大學             | 2011年1月10日 | 上海市   | 杨浦区邯郸路220号                           | 985學校      | 是   |
| 21   | 華東師範大學         | 2011年1月10日 | 上海市   | 閔行區東川路500號                           | 985學校      | 是   |
| 22   | 東南大學             | 2011年1月10日 | 江蘇省   | 玄武區四牌樓2號                             | 985學校      | 是   |
| 23   | 南京大學             | 2011年1月10日 | 江蘇省   | 棲霞區仙林大道163號                         | 985學校      | 是   |
| 24   | 浙江大學             | 2011年1月10日 | 浙江省   | 西湖區餘杭塘路866號                         | 985學校      | 是   |
| 25   | 中國科學技術大學     | 2011年1月10日 | 安徽省   | 合肥市金寨路 96 号                          | 985學校      | 是   |
| 26   | 廈門大學             | 2011年1月10日 | 福建省   | 思明區思明南路422號                         | 985學校      | 是   |
| 27   | 山東大學             | 2011年1月10日 | 山東省   | 濟南市济南市山大南路27号                    | 985學校      | 是   |
| 28   | 中國海洋大學         | 2011年1月10日 | 山東省   | 青島市嶗山區松嶺路238號                     | 985學校      | 是   |
| 29   | 武漢大學             | 2011年1月10日 | 湖北省   | 武汉市武昌区八一路299号                     | 985學校      | 是   |
| 30   | 華中科技大學         | 2011年1月10日 | 湖北省   | 武漢市洪山區珞喻路1037號                    | 985學校      | 是   |
| 31   | 中南大學             | 2011年1月10日 | 湖南省   | 長沙市嶽麓區麓山南路932號                   | 985學校      | 是   |
| 32   | 湖南大學             | 2011年1月10日 | 湖南省   | 长沙市岳麓区麓山南路麓山门                  | 985學校      | 是   |
| 33   | 中山大學             | 2011年1月10日 | 廣東省   | 广州市新港西路135号                         | 985學校      | 是   |
| 34   | 華南理工大學         | 2011年1月10日 | 廣東省   | 广州市天河区五山路381号                     | 985學校      | 是   |
| 35   | 重慶大學             | 2011年1月10日 | 重慶市   | 沙坪壩區沙正街174號                         | 985學校      | 是   |
| 36   | 四川大學             | 2011年1月10日 | 四川省   | 成都市一环路南一段24号                      | 985學校      | 是   |
| 37   | 電子科技大學         | 2011年1月10日 | 四川省   | 成都市高新区（西区）西源大道2006号          | 985學校      | 是   |
| 38   | 西北工業大學         | 2011年1月10日 | 陝西省   | 西安市友谊西路127号                         | 985學校      | 是   |
| 39   | 西北農林科技大學     | 2011年1月10日 | 陝西省   | 咸陽市楊陵區邰城路3號                       | 985學校      | 是   |
| 40   | 西安交通大學         | 2011年1月10日 | 陝西省   | 西安市咸宁西路28号                          | 985學校      | 是   |
| 41   | 蘭州大學             | 2011年1月10日 | 甘肅省   | 蘭州市天水南路222號                         | 985學校      | 是   |
| 42   | 中央財經大學         | 2013年3月12日 | 北京市   | 海淀區學院南路39號                          | 211學校      | 是   |
| 43   | 中國石油大學（北京） | 2013年3月12日 | 北京市   | 昌平區府學路18號                            | 211學校      | 是   |
| 44   | 中國地質大學（北京） | 2013年3月12日 | 北京市   | 海淀區學院路29號                            | 211學校      | 是   |
| 45   | 中國政法大學         | 2013年3月12日 | 北京市   | 昌平区府学路27号                            | 211學校      | 是   |
| 46   | 中國傳媒大學         | 2013年3月12日 | 北京市   | 朝陽區定福莊東街一號                        | 211學校      | 是   |
| 47   | 中國礦業大學（北京） | 2013年3月12日 | 北京市   | 海淀区学院路丁11号                          | 211學校      | 是   |
| 48   | 北京工業大學         | 2013年3月12日 | 北京市   | 朝陽區平樂園100號                           | 211學校      | 是   |
| 49   | 北京化工大學         | 2013年3月12日 | 北京市   | 朝陽區北三環東路15號                        | 211學校      | 是   |
| 50   | 北京外國語大學       | 2013年3月12日 | 北京市   | 海淀區西三環北路2號                         | 211學校      | 是   |
| 51   | 北京交通大學         | 2013年3月12日 | 北京市   | 海淀區上園村3號                             | 211學校      | 是   |
| 52   | 北京林業大學         | 2013年3月12日 | 北京市   | 海淀區清華東路35號                          | 211學校      | 是   |
| 53   | 北京科技大學         | 2013年3月12日 | 北京市   | 海淀區學院路30號                            | 211學校      | 是   |
| 54   | 北京郵電大學         | 2013年3月12日 | 北京市   | 海淀區西土城路10號                          | 211學校      | 是   |
| 55   | 華北電力大學         | 2013年3月12日 | 北京市   | 昌平区北农路2号                             | 211學校      | 是   |
| 56   | 對外經濟貿易大學     | 2013年3月12日 | 北京市   | 朝陽區惠新東街10號                          | 211學校      | 是   |
| 57   | 河北工業大學         | 2013年3月12日 | 天津市   | 北辰区西平道 5340 号                        | 211學校      |      |
| 58   | 華北電力大學（保定） | 2013年3月12日 | 河北省   | 保定市永华北大街619号                       | 211學校      |      |
| 59   | 太原理工大學         | 2013年3月12日 | 山西省   | 太原市迎澤西大街79號                        | 211學校      | 否   |
| 61   | 內蒙古大學           | 2013年3月12日 | 內蒙古   | 呼和浩特市大学西路235号                     | 211學校      | 否   |
| 61   | 大連海事大學         | 2013年3月12日 | 遼寧省   | 大連市凌海路1號                             | 211學校      | 是   |
| 62   | 遼寧大學             | 2013年3月12日 | 遼寧省   | 瀋陽市皇姑区崇山中路66号                    | 211學校      | 是   |
| 63   | 延邊大學             | 2013年3月12日 | 吉林省   | 延邊朝鮮族自治州延吉市公園路977號           | 211學校      | 否   |
| 64   | 東北師範大學         | 2013年3月12日 | 吉林省   | 長春人民大街5268號                          | 211學校      | 是   |
| 65   | 東北林業大學         | 2013年3月12日 | 黑龍江省 | 哈爾濱市香坊區和興路26號                    | 211學校      | 是   |
| 66   | 東北農業大學         | 2013年3月12日 | 黑龍江省 | 哈尔滨市香坊區木材街59号                    | 211學校      | 是   |
| 67   | 哈爾濱工程大學       | 2013年3月12日 | 黑龍江省 | 哈爾濱南崗區南通大街145號                   | 211學校      | 是   |
| 68   | 上海大學             | 2013年3月12日 | 上海市   | 寶山區上大路99號                            | 211學校      | 是   |
| 69   | 上海外國語大學       | 2013年3月12日 | 上海市   | 虹口区大连西路550号                         | 211學校      | 是   |
| 70   | 上海財經大學         | 2013年3月12日 | 上海市   | 杨浦区国定路777号                           | 211學校      | 是   |
| 71   | 東華大學             | 2013年3月12日 | 上海市   | 松江区人民北路2999号                        | 211學校      | 是   |
| 72   | 華東理工大學         | 2013年3月12日 | 上海市   | 徐匯區梅隴路130號                           | 211學校      | 是   |
| 73   | 中國礦業大學         | 2013年3月12日 | 江蘇省   | 徐州市大學路1號                             | 211學校      | 是   |
| 74   | 江南大學             | 2013年3月12日 | 江蘇省   | 无锡市蠡湖大道1800号                        | 211學校      | 是   |
| 75   | 河海大學             | 2013年3月12日 | 江蘇省   | 南京市鼓樓區西康路1號                       | 211學校      | 是   |
| 76   | 南京師範大學         | 2013年3月12日 | 江蘇省   | 南京市栖霞区文苑路1号                       | 211學校      | 是   |
| 77   | 南京航空航天大學     | 2013年3月12日 | 江蘇省   | 南京市江宁区将军大道29号                    | 211學校      | 是   |
| 78   | 南京理工大學         | 2013年3月12日 | 江蘇省   | 南京市玄武区孝陵卫街道孝陵卫街200号         | 211學校      | 是   |
| 79   | 南京農業大學         | 2013年3月12日 | 江蘇省   | 南京市孝陵卫街200号                         | 211學校      | 是   |
| 80   | 蘇州大學             | 2013年3月12日 | 江蘇省   | 苏州市十梓街1号                             | 211學校      | 是   |
| 81   | 合肥工業大學         | 2013年3月12日 | 安徽省   | 合肥市屯溪路193号                           | 211學校      | 是   |
| 82   | 安徽大學             | 2013年3月12日 | 安徽省   | 合肥市经济技术开发区九龙路111号             | 211學校      | 是   |
| 83   | 福州大學             | 2013年3月12日 | 福建省   | 福州市福州地区大学新区学园路2号             | 211學校      | 是   |
| 84   | 南昌大學             | 2013年3月12日 | 江西省   | 南昌市红谷滩新区学府大道999号               | 211學校      | 是   |
| 85   | 中國石油大學（華東） | 2013年3月12日 | 山東省   | 青岛市黄岛区长江西路66号                    | 211學校      | 是   |
| 86   | 鄭州大學             | 2013年3月12日 | 河南省   | 鄭州市高新區科學大道100號                   | 211學校      | 是   |
| 87   | 中南財經政法大學     | 2013年3月12日 | 湖北省   | 武漢市洪山區南湖大道182號                   | 211學校      | 是   |
| 88   | 中國地質大學（武漢） | 2013年3月12日 | 湖北省   | 武漢市洪山區魯磨路388號                     | 211學校      | 是   |
| 89   | 武漢理工大學         | 2013年3月12日 | 湖北省   | 武汉市洪山区珞狮路122号                     | 211學校      | 是   |
| 90   | 華中師範大學         | 2013年3月12日 | 湖北省   | 武漢市洪山區珞喻路152號                     | 211學校      | 是   |
| 91   | 華中農業大學         | 2013年3月12日 | 湖北省   | 武漢市洪山區南湖獅子山街一號                | 211學校      | 是   |
| 92   | 湖南師範大學         | 2013年3月12日 | 湖南省   | 长沙市岳麓区麓山路36号                      | 211學校      | 是   |
| 93   | 華南師範大學         | 2013年3月12日 | 廣東省   | 广州市天河区中山大道西55号                  | 211學校      | 是   |
| 94   | 暨南大學             | 2013年3月12日 | 廣東省   | 廣州市黃埔大道西601号                       | 211學校      | 是   |
| 95   | 廣西大學             | 2013年3月12日 | 廣西     | 南宁市大学东路100号                         | 211學校      | 是   |
| 96   | 海南大學             | 2013年3月12日 | 海南省   | 海口市人民大道58号                          | 211學校      | 是   |
| 97   | 西南大學             | 2013年3月12日 | 重慶市   | 北碚區天生路2號                             | 211學校      | 是   |
| 98   | 四川農業大學         | 2013年3月12日 | 四川省   | 雅安市雨城区新康路46号                      | 211學校      | 是   |
| 99   | 西南交通大學         | 2013年3月12日 | 四川省   | 成都市高新区西部园区                        | 211學校      | 是   |
| 100  | 西南財經大學         | 2013年3月12日 | 四川省   | 成都市溫江區柳台大道555號                   | 211學校      | 是   |
| 101  | 貴州大學             | 2013年3月12日 | 貴州省   | 贵阳市花溪区花溪大道                        | 211學校      | 是   |
| 102  | 雲南大學             | 2013年3月12日 | 雲南省   | 昆明市翠湖北路2号                           | 211學校      | 是   |
| 103  | 西藏大學             | 2013年3月12日 | 西藏     | 拉萨市城关区藏大东路10号                    | 211學校      | 否   |
| 104  | 西北大學             | 2013年3月12日 | 陝西省   | 西安市长安区郭杜教育科技产业园区学府大道1号 | 211學校      | 是   |
| 105  | 西安電子科技大學     | 2013年3月12日 | 陝西省   | 西安市西灃路興隆段266號                     | 211學校      | 是   |
| 106  | 長安大學             | 2013年3月12日 | 陝西省   | 西安市南二环路中段                          | 211學校      | 是   |
| 107  | 陝西師範大學         | 2013年3月12日 | 陝西省   | 西安市雁塔区长安南路199号                   | 211學校      | 是   |
| 108  | 青海大學             | 2013年3月12日 | 青海省   | 西寧市城北區寧大路251號                     | 211學校      | 否   |
| 109  | 寧夏大學             | 2013年3月12日 | 寧夏     | 银川市西夏区贺兰山西路489号                 | 211學校      | 否   |
| 110  | 石河子大學           | 2013年3月12日 | 新疆     | 石河子市北四路                              | 211學校      | 否   |
| 111  | 新疆大學             | 2013年3月12日 | 新疆     | 乌鲁木齐市胜利路14号                        | 211學校      | 否   |
| 112  | 中國音樂學院         | 2014年4月18日 | 北京市   | 朝阳区安翔路一号                            | 藝術院校     | 是   |
| 113  | 北京舞蹈學院         | 2014年4月18日 | 北京市   | 海淀区万寿寺路1号                           | 藝術院校     | 是   |
| 114  | 北京電影學院         | 2014年4月18日 | 北京市   | 海淀区西土城路4号                           | 藝術院校     | 是   |
| 115  | 中國藝術研究院       | 2014年4月18日 | 北京市   | 朝陽區惠新北里甲一號                        | 藝術院校     | 否   |
| 116  | 中央戲劇學院         | 2014年4月18日 | 北京市   | 東城區東棉花胡同39號                        | 藝術院校     | 是   |
| 117  | 中國戲曲學院         | 2014年4月18日 | 北京市   | 丰台区万泉寺400号                           | 藝術院校     | 是   |
| 118  | 北京服裝學院         | 2014年4月18日 | 北京市   | 朝阳区樱花东街甲2号                         | 藝術院校     | 是   |
| 119  | 中國科學院           | 2014年4月18日 | 北京市   | 西城區三里河路52號                          | 科學研究機構 | 是   |
| 120  | 中國科學院大學       | 2014年4月18日 | 北京市   | 石景山區玉泉路19號（甲）                    | 科學研究機構 | 是   |
| 121  | 中國社會科學院       | 2014年4月18日 | 北京市   | 東城區建國門內大街5號                       | 科學研究機構 | 否   |
| 122  | 魯迅美術學院         | 2014年4月18日 | 遼寧省   | 沈阳市和平区三好街19号                      | 藝術院校     | 否   |
| 123  | 上海音樂學院         | 2014年4月18日 | 上海市   | 徐匯區汾陽路20號                            | 藝術院校     | 是   |
| 124  | 上海戲劇學院         | 2014年4月18日 | 上海市   | 静安区华山路630号                           | 藝術院校     | 是   |
| 125  | 上海體育學院         | 2014年4月18日 | 上海市   | 楊浦區長海路399號                           | 體育學院     | 是   |
| 126  | 南京藝術學院         | 2014年4月18日 | 江蘇省   | 南京市鼓樓區北京西路74號                    | 藝術院校     | 是   |
| 127  | 中國美術學院         | 2014年4月18日 | 浙江省   | 杭州市上城區南山路218號                     | 藝術院校     | 是   |
| 128  | 武漢體育學院         | 2014年4月18日 | 湖北省   | 武漢市武昌區珞瑜路461號                     | 體育學院     | 是   |
| 129  | 廣州美術學院         | 2014年4月18日 | 廣東省   | 广州市海珠区昌岗东路257号                   | 藝術院校     | 是   |
| 130  | 首都師範大學         | 2016年4月27日 | 北京市   | 海淀区西三环北路105号                       | 省部共建大學 | 是   |
| 131  | 燕山大學             | 2016年4月27日 | 河北省   | 秦皇岛市海港区河北大街西段169号             | 省部共建大學 |      |
| 132  | 河北大學             | 2016年4月27日 | 河北省   | 保定市北市区五四东路180号                   | 省部共建大學 | 是   |
| 133  | 河北農業大學         | 2016年4月27日 | 河北省   | 保定市莲池区灵雨寺街289号                   | 省部共建大學 | 否   |
| 134  | 山西大學             | 2016年4月27日 | 山西省   | 太原市小店区坞城路92号                      | 省部共建大學 | 是   |
| 135  | 中北大學             | 2016年4月27日 | 山西省   | 太原市尖草坪区学院路3号                     | 省部共建大學 | 否   |
| 136  | 東北財經大學         | 2016年4月27日 | 遼寧省   | 大连市沙河口区尖山街217号                   | 省部共建大學 | 是   |
| 137  | 長春理工大學         | 2016年4月27日 | 吉林省   | 长春市朝阳区卫星路7089号                    | 省部共建大學 |      |
| 138  | 黑龍江大學           | 2016年4月27日 | 黑龍江   | 哈尔滨市南岗区学府路74号                    | 省部共建大學 | 是   |
| 139  | 南通大學             | 2016年4月27日 | 江蘇省   | 南通市崇川区啬园路9号                       | 省部共建大學 | 是   |
| 140  | 南京郵電大學         | 2016年4月27日 | 江蘇省   | 南京市鼓楼区新模范马路66号                  | 省部共建大學 | 否   |
| 141  | 浙江工業大學         | 2016年4月27日 | 浙江省   | 杭州市西湖区六合路288号                     | 省部共建大學 | 是   |
| 142  | 寧波大學             | 2016年4月27日 | 浙江省   | 宁波市江北区风华路818号                     | 省部共建大學 | 是   |
| 143  | 杭州電子科技大學     | 2016年4月27日 | 浙江省   | 杭州市江干区白杨街道2号大街1158号           | 省部共建大學 | 是   |
| 144  | 福建師範大學         | 2016年4月27日 | 福建省   | 福州市仓山区上三路8号                       | 省部共建大學 | 是   |
| 145  | 江西財經大學         | 2016年4月27日 | 江西省   | 南昌市青山湖区双港东大街169号               | 省部共建大學 | 是   |
| 146  | 山東農業大學         | 2016年4月27日 | 山東省   | 泰安市泰山区岱宗街61号                      | 省部共建大學 | 是   |
| 147  | 濟南大學             | 2016年4月27日 | 山東省   | 济南市槐荫区南辛庄西路336号                 | 省部共建大學 | 是   |
| 148  | 山東財經大學         | 2016年4月27日 | 山東省   | 济南市历下区二环东路7366号                  | 省部共建大學 | 是   |
| 149  | 河南大學             | 2016年4月27日 | 河南省   | 开封市顺河回族区明伦街85号                  | 省部共建大學 | 是   |
| 150  | 河南農業大學         | 2016年4月27日 | 河南省   | 郑州市金水区农业路63号                      | 省部共建大學 | 是   |
| 151  | 湘潭大學             | 2016年4月27日 | 湖南省   | 湘潭市雨湖区西郊羊牯塘                      | 省部共建大學 | 是   |
| 152  | 長沙理工大學         | 2016年4月27日 | 湖南省   | 长沙市天心区万家丽南路2段960号              | 省部共建大學 | 否   |
| 153  | 成都理工大學         | 2016年4月27日 | 四川省   | 成都市成华区二仙桥东三路1号                 | 省部共建大學 | 否   |
| 154  | 西南科技大學         | 2016年4月27日 | 四川省   | 绵阳市涪城区青龙大道中段59号                | 省部共建大學 | 否   |
| 155  | 西北師範大學         | 2016年4月27日 | 甘肅省   | 兰州市安宁区安宁东路967号                   | 省部共建大學 | 否   |

## 專科學校
| 序號 | 學校名稱                         | 承認日期     | 所在地 | 備註                   |
| ---- | -------------------------------- | ------------ | ------ | ---------------------- |
| 1    | 北京工業職業技術學院             | 2013年5月2日 | 北京市 | 国家示范性高等职业院校 |
| 2    | 北京電子科技職業學院             | 2013年5月2日 | 北京市 | 国家示范性高等职业院校 |
| 3    | 北京農業職業學院                 | 2013年5月2日 | 北京市 | 国家示范性高等职业院校 |
| 4    | 北京財貿職業學院                 | 2013年5月2日 | 北京市 | 国家示范性高等职业院校 |
| 5    | 北京信息職業技術學院             | 2013年5月2日 | 北京市 | 国家骨干高职院校       |
| 6    | 北京勞動保障職業學院             | 2013年5月2日 | 北京市 | 国家骨干高职院校       |
| 7    | 天津職業大學                     | 2013年5月2日 | 天津市 | 国家示范性高等职业院校 |
| 8    | 天津中德職業技術學院             | 2013年5月2日 | 天津市 | 国家示范性高等职业院校 |
| 9    | 天津電子信息職業技術學院         | 2013年5月2日 | 天津市 | 国家示范性高等职业院校 |
| 10   | 天津交通職業學院                 | 2013年5月2日 | 天津市 | 国家骨干高职院校       |
| 11   | 天津輕工職業技術學院             | 2013年5月2日 | 天津市 | 国家骨干高职院校       |
| 12   | 天津現代職業技術學院             | 2013年5月2日 | 天津市 | 国家骨干高职院校       |
| 13   | 上海工藝美術職業學院             | 2013年5月2日 | 上海市 | 国家示范性高等职业院校 |
| 14   | 上海旅遊高等專科學校             | 2013年5月2日 | 上海市 | 国家示范性高等职业院校 |
| 15   | 上海電子信息職業技術學院         | 2013年5月2日 | 上海市 | 国家骨干高职院校       |
| 16   | 上海出版印刷高等專科學校         | 2013年5月2日 | 上海市 | 国家骨干高职院校       |
| 17   | 重慶工業職業技術學院             | 2013年5月2日 | 重慶市 | 国家示范性高等职业院校 |
| 18   | 重慶工程職業技術學院             | 2013年5月2日 | 重慶市 | 国家示范性高等职业院校 |
| 19   | 重慶電子工程職業學院             | 2013年5月2日 | 重慶市 | 国家示范性高等职业院校 |
| 20   | 重慶電力高等專科學校             | 2013年5月2日 | 重慶市 | 国家骨干高职院校       |
| 21   | 重慶城市管理職業學院             | 2013年5月2日 | 重慶市 | 国家骨干高职院校       |
| 22   | 重慶工商職業學院                 | 2013年5月2日 | 重慶市 | 国家骨干高职院校       |
| 23   | 邢臺職業技術學院                 | 2013年5月2日 | 河北省 | 国家示范性高等职业院校 |
| 24   | 承德石油高等專科學校             | 2013年5月2日 | 河北省 | 国家示范性高等职业院校 |
| 25   | 河北工業職業技術學院             | 2013年5月2日 | 河北省 | 国家示范性高等职业院校 |
| 26   | 石家莊鐵路職業技術學院           | 2013年5月2日 | 河北省 | 国家示范性高等职业院校 |
| 27   | 邯鄲職業技術學院                 | 2013年5月2日 | 河北省 | 国家骨干高职院校       |
| 28   | 唐山工業職業技術學院             | 2013年5月2日 | 河北省 | 国家骨干高职院校       |
| 29   | 秦皇島職業技術學院               | 2013年5月2日 | 河北省 | 国家骨干高职院校       |
| 30   | 山西省財政稅務專科學校           | 2013年5月2日 | 山西省 | 国家示范性高等职业院校 |
| 31   | 山西工程職業技術學院             | 2013年5月2日 | 山西省 | 国家示范性高等职业院校 |
| 32   | 山西煤炭職業技術學院             | 2013年5月2日 | 山西省 | 重点培育院校           |
| 33   | 山西建築職業技術學院             | 2013年5月2日 | 山西省 | 国家骨干高职院校       |
| 34   | 山西職業技術學院                 | 2013年5月2日 | 山西省 | 国家骨干高职院校       |
| 35   | 遼寧省交通高等專科學校           | 2013年5月2日 | 遼寧省 | 国家示范性高等职业院校 |
| 36   | 瀋陽職業技術學院                 | 2013年5月2日 | 遼寧省 | 国家示范性高等职业院校 |
| 37   | 大連職業技術學院                 | 2013年5月2日 | 遼寧省 | 国家示范性高等职业院校 |
| 38   | 遼寧農業職業技術學院             | 2013年5月2日 | 遼寧省 | 国家示范性高等职业院校 |
| 39   | 遼寧石化職業技術學院             | 2013年5月2日 | 遼寧省 | 国家骨干高职院校       |
| 40   | 渤海船舶職業學院                 | 2013年5月2日 | 遼寧省 | 国家骨干高职院校       |
| 41   | 遼寧職業學院                     | 2013年5月2日 | 遼寧省 | 国家骨干高职院校       |
| 42   | 青島職業技術學院                 | 2013年5月2日 | 山東省 | 国家示范性高等职业院校 |
| 43   | 威海職業學院                     | 2013年5月2日 | 山東省 | 国家示范性高等职业院校 |
| 44   | 山東商業職業技術學院             | 2013年5月2日 | 山東省 | 国家示范性高等职业院校 |
| 45   | 淄博職業學院                     | 2013年5月2日 | 山東省 | 国家示范性高等职业院校 |
| 46   | 日照職業技術學院                 | 2013年5月2日 | 山東省 | 国家示范性高等职业院校 |
| 47   | 山東科技職業學院                 | 2013年5月2日 | 山東省 | 国家示范性高等职业院校 |
| 48   | 濱州職業學院                     | 2013年5月2日 | 山東省 | 国家骨干高职院校       |
| 49   | 煙臺職業學院                     | 2013年5月2日 | 山東省 | 国家骨干高职院校       |
| 50   | 山東職業學院（山東廣播電視大學） | 2013年5月2日 | 山東省 | 国家骨干高职院校       |
| 51   | 東營職業學院                     | 2013年5月2日 | 山東省 | 国家骨干高职院校       |
| 52   | 青島港灣職業技術學院             | 2013年5月2日 | 山東省 | 国家骨干高职院校       |
| 53   | 濟南職業學院                     | 2013年5月2日 | 山東省 | 国家骨干高职院校       |
| 54   | 山東畜牧獸醫職業學院             | 2013年5月2日 | 山東省 | 国家骨干高职院校       |
| 55   | 長春汽車工業高等專科學校         | 2013年5月2日 | 吉林省 | 国家示范性高等职业院校 |
| 56   | 長春職業技術學院                 | 2013年5月2日 | 吉林省 | 国家示范性高等职业院校 |
| 57   | 吉林工業職業技術學院             | 2013年5月2日 | 吉林省 | 国家示范性高等职业院校 |
| 58   | 吉林交通職業技術學院             | 2013年5月2日 | 吉林省 | 国家骨干高职院校       |
| 59   | 黑龍江建築職業技術學院           | 2013年5月2日 | 黑龍江 | 国家示范性高等职业院校 |
| 60   | 黑龍江農業工程職業學院           | 2013年5月2日 | 黑龍江 | 国家示范性高等职业院校 |
| 61   | 大慶職業學院                     | 2013年5月2日 | 黑龍江 | 国家示范性高等职业院校 |
| 62   | 黑龍江農業經濟職業學院           | 2013年5月2日 | 黑龍江 | 国家示范性高等职业院校 |
| 63   | 哈爾濱鐵道職業技術學院           | 2013年5月2日 | 黑龍江 | 国家骨干高职院校       |
| 64   | 黑龍江職業學院                   | 2013年5月2日 | 黑龍江 | 国家骨干高职院校       |
| 65   | 哈爾濱職業技術學院               | 2013年5月2日 | 黑龍江 | 国家骨干高职院校       |
| 66   | 福建船政交通職業學院             | 2013年5月2日 | 福建省 | 国家示范性高等职业院校 |
| 67   | 漳州職業技術學院                 | 2013年5月2日 | 福建省 | 国家示范性高等职业院校 |
| 68   | 福建信息職業技術學院             | 2013年5月2日 | 福建省 | 重点培育院校           |
| 69   | 福建林業職業技術學院             | 2013年5月2日 | 福建省 | 国家骨干高职院校       |
| 70   | 閩西職業技術學院                 | 2013年5月2日 | 福建省 | 国家骨干高职院校       |
| 71   | 南京工業職業技術學院             | 2013年5月2日 | 江蘇省 | 国家示范性高等职业院校 |
| 72   | 無錫職業技術學院                 | 2013年5月2日 | 江蘇省 | 国家示范性高等职业院校 |
| 73   | 江蘇農林職業技術學院             | 2013年5月2日 | 江蘇省 | 国家示范性高等职业院校 |
| 74   | 常州信息職業技術學院             | 2013年5月2日 | 江蘇省 | 国家示范性高等职业院校 |
| 75   | 蘇州工業園區職業技術學院         | 2013年5月2日 | 江蘇省 | 国家示范性高等职业院校 |
| 76   | 南通紡織職業技術學院             | 2013年5月2日 | 江蘇省 | 国家示范性高等职业院校 |
| 77   | 江蘇建築職業技術學院             | 2013年5月2日 | 江蘇省 | 国家示范性高等职业院校 |
| 78   | 南通航運職業技術學院             | 2013年5月2日 | 江蘇省 | 国家骨干高职院校       |
| 79   | 常州機電職業技術學院             | 2013年5月2日 | 江蘇省 | 国家骨干高职院校       |
| 80   | 蘇州工藝美術職業技術學院         | 2013年5月2日 | 江蘇省 | 国家骨干高职院校       |
| 81   | 南京化工職業技術學院             | 2013年5月2日 | 江蘇省 | 国家骨干高职院校       |
| 82   | 南京信息職業技術學院             | 2013年5月2日 | 江蘇省 | 国家骨干高职院校       |
| 83   | 江蘇經貿職業技術學院             | 2013年5月2日 | 江蘇省 | 国家骨干高职院校       |
| 84   | 江蘇食品職業技術學院             | 2013年5月2日 | 江蘇省 | 国家骨干高职院校       |
| 85   | 江蘇畜牧獸醫職業技術學院         | 2013年5月2日 | 江蘇省 | 国家骨干高职院校       |
| 86   | 寧波職業技術學院                 | 2013年5月2日 | 浙江省 | 国家示范性高等职业院校 |
| 87   | 浙江金融職業學院                 | 2013年5月2日 | 浙江省 | 国家示范性高等职业院校 |
| 88   | 浙江機電職業技術學院             | 2013年5月2日 | 浙江省 | 国家示范性高等职业院校 |
| 89   | 溫州職業技術學院                 | 2013年5月2日 | 浙江省 | 国家示范性高等职业院校 |
| 90   | 金華職業技術學院                 | 2013年5月2日 | 浙江省 | 国家示范性高等职业院校 |
| 91   | 浙江經濟職業技術學院             | 2013年5月2日 | 浙江省 | 国家骨干高职院校       |
| 92   | 浙江旅遊職業學院                 | 2013年5月2日 | 浙江省 | 国家骨干高职院校       |
| 93   | 浙江交通職業技術學院             | 2013年5月2日 | 浙江省 | 国家骨干高职院校       |
| 94   | 杭州職業技術學院                 | 2013年5月2日 | 浙江省 | 国家骨干高职院校       |
| 95   | 浙江建設職業技術學院             | 2013年5月2日 | 浙江省 | 国家骨干高职院校       |
| 96   | 蕪湖職業技術學院                 | 2013年5月2日 | 安徽省 | 国家示范性高等职业院校 |
| 97   | 安徽水利水電職業技術學院         | 2013年5月2日 | 安徽省 | 国家示范性高等职业院校 |
| 98   | 安徽職業技術學院                 | 2013年5月2日 | 安徽省 | 国家示范性高等职业院校 |
| 99   | 安徽機電職業技術學院             | 2013年5月2日 | 安徽省 | 重点培育院校           |
| 100  | 安徽電氣工程職業技術學院         | 2013年5月2日 | 安徽省 | 国家骨干高职院校       |
| 101  | 安徽商貿職業技術學院             | 2013年5月2日 | 安徽省 | 国家骨干高职院校       |
| 102  | 安徽交通職業技術學院             | 2013年5月2日 | 安徽省 | 国家骨干高职院校       |
| 103  | 阜陽職業技術學院                 | 2013年5月2日 | 安徽省 | 国家骨干高职院校       |
| 104  | 九江職業技術學院                 | 2013年5月2日 | 江西省 | 国家示范性高等职业院校 |
| 105  | 江西現代職業技術學院             | 2013年5月2日 | 江西省 | 重点培育院校           |
| 106  | 江西財經職業學院                 | 2013年5月2日 | 江西省 | 国家骨干高职院校       |
| 107  | 江西應用技術職業學院             | 2013年5月2日 | 江西省 | 国家骨干高职院校       |
| 108  | 江西交通職業技術學院             | 2013年5月2日 | 江西省 | 国家骨干高职院校       |
| 109  | 黃河水利職業技術學院             | 2013年5月2日 | 河南省 | 国家示范性高等职业院校 |
| 110  | 平頂山工業職業技術學院           | 2013年5月2日 | 河南省 | 国家示范性高等职业院校 |
| 111  | 商丘職業技術學院                 | 2013年5月2日 | 河南省 | 国家示范性高等职业院校 |
| 112  | 河南職業技術學院                 | 2013年5月2日 | 河南省 | 国家示范性高等职业院校 |
| 113  | 河南工業職業技術學院             | 2013年5月2日 | 河南省 | 国家骨干高职院校       |
| 114  | 河南農業職業學院                 | 2013年5月2日 | 河南省 | 国家骨干高职院校       |
| 115  | 鄭州鐵路職業技術學院             | 2013年5月2日 | 河南省 | 国家骨干高职院校       |
| 116  | 武漢職業技術學院                 | 2013年5月2日 | 湖北省 | 国家示范性高等职业院校 |
| 117  | 武漢船舶職業技術學院             | 2013年5月2日 | 湖北省 | 国家示范性高等职业院校 |
| 118  | 湖北職業技術學院                 | 2013年5月2日 | 湖北省 | 国家示范性高等职业院校 |
| 119  | 武漢鐵路職業技術學院             | 2013年5月2日 | 湖北省 | 国家示范性高等职业院校 |
| 120  | 襄陽職業技術學院                 | 2013年5月2日 | 湖北省 | 国家骨干高职院校       |
| 121  | 黃岡職業技術學院                 | 2013年5月2日 | 湖北省 | 国家骨干高职院校       |
| 122  | 十堰職業技術學院                 | 2013年5月2日 | 湖北省 | 国家骨干高职院校       |
| 123  | 鄂州職業大學                     | 2013年5月2日 | 湖北省 | 国家骨干高职院校       |
| 124  | 武漢軟件工程職業學院             | 2013年5月2日 | 湖北省 | 国家骨干高职院校       |
| 125  | 長沙民政職業技術學院             | 2013年5月2日 | 湖南省 | 国家示范性高等职业院校 |
| 126  | 湖南鐵道職業技術學院             | 2013年5月2日 | 湖南省 | 国家示范性高等职业院校 |
| 127  | 永州職業技術學院                 | 2013年5月2日 | 湖南省 | 国家示范性高等职业院校 |
| 128  | 湖南交通職業技術學院             | 2013年5月2日 | 湖南省 | 国家示范性高等职业院校 |
| 129  | 湖南工業職業技術學院             | 2013年5月2日 | 湖南省 | 国家示范性高等职业院校 |
| 130  | 湖南大眾傳媒職業技術學院         | 2013年5月2日 | 湖南省 | 国家骨干高职院校       |
| 131  | 湖南科技職業學院                 | 2013年5月2日 | 湖南省 | 国家骨干高职院校       |
| 132  | 湖南工藝美術職業學院             | 2013年5月2日 | 湖南省 | 国家骨干高职院校       |
| 133  | 婁底職業技術學院                 | 2013年5月2日 | 湖南省 | 国家骨干高职院校       |
| 134  | 廣州番禺職業技術學院             | 2013年5月2日 | 廣東省 | 国家示范性高等职业院校 |
| 135  | 深圳職業技術學院                 | 2013年5月2日 | 廣東省 | 国家示范性高等职业院校 |
| 136  | 廣州民航職業技術學院             | 2013年5月2日 | 廣東省 | 国家示范性高等职业院校 |
| 137  | 廣東輕工職業技術學院             | 2013年5月2日 | 廣東省 | 国家示范性高等职业院校 |
| 138  | 順德職業技術學院                 | 2013年5月2日 | 廣東省 | 重点培育院校           |
| 139  | 廣東交通職業技術學院             | 2013年5月2日 | 廣東省 | 国家骨干高职院校       |
| 140  | 廣東水利電力職業技術學院         | 2013年5月2日 | 廣東省 | 国家骨干高职院校       |
| 141  | 廣州鐵路職業技術學院             | 2013年5月2日 | 廣東省 | 国家骨干高职院校       |
| 142  | 廣東科學技術職業學院             | 2013年5月2日 | 廣東省 | 国家骨干高职院校       |
| 143  | 深圳信息職業技術學院             | 2013年5月2日 | 廣東省 | 国家骨干高职院校       |
| 144  | 中山火炬職業技術學院             | 2013年5月2日 | 廣東省 | 国家骨干高职院校       |
| 145  | 海南職業技術學院                 | 2013年5月2日 | 海南省 | 国家示范性高等职业院校 |
| 146  | 海南經貿職業技術學院             | 2013年5月2日 | 海南省 | 国家骨干高职院校       |
| 147  | 成都航空職業技術學院             | 2013年5月2日 | 四川省 | 国家示范性高等职业院校 |
| 148  | 四川工程職業技術學院             | 2013年5月2日 | 四川省 | 国家示范性高等职业院校 |
| 149  | 四川交通職業技術學院             | 2013年5月2日 | 四川省 | 国家示范性高等职业院校 |
| 150  | 四川建築職業技術學院             | 2013年5月2日 | 四川省 | 国家示范性高等职业院校 |
| 151  | 綿陽職業技術學院                 | 2013年5月2日 | 四川省 | 国家示范性高等职业院校 |
| 152  | 四川電力職業技術學院             | 2013年5月2日 | 四川省 | 国家示范性高等职业院校 |
| 153  | 成都紡織高等專科學校             | 2013年5月2日 | 四川省 | 国家骨干高职院校       |
| 154  | 四川郵電職業技術學院             | 2013年5月2日 | 四川省 | 国家骨干高职院校       |
| 155  | 成都職業技術學院                 | 2013年5月2日 | 四川省 | 国家骨干高职院校       |
| 156  | 宜賓職業技術學院                 | 2013年5月2日 | 四川省 | 国家骨干高职院校       |
| 157  | 四川機電職業技術學院             | 2013年5月2日 | 四川省 | 国家骨干高职院校       |
| 158  | 貴州交通職業技術學院             | 2013年5月2日 | 貴州省 | 国家示范性高等职业院校 |
| 159  | 銅仁職業技術學院                 | 2013年5月2日 | 貴州省 | 国家骨干高职院校       |
| 160  | 雲南交通職業技術學院             | 2013年5月2日 | 雲南省 | 国家示范性高等职业院校 |
| 161  | 昆明冶金高等專科學校             | 2013年5月2日 | 雲南省 | 国家示范性高等职业院校 |
| 162  | 雲南機電職業技術學院             | 2013年5月2日 | 雲南省 | 国家骨干高职院校       |
| 163  | 楊凌職業技術學院                 | 2013年5月2日 | 陝西省 | 国家示范性高等职业院校 |
| 164  | 西安航空職業技術學院             | 2013年5月2日 | 陝西省 | 国家示范性高等职业院校 |
| 165  | 陝西工業職業技術學院             | 2013年5月2日 | 陝西省 | 国家示范性高等职业院校 |
| 166  | 陝西鐵路工程職業技術學院         | 2013年5月2日 | 陝西省 | 国家骨干高职院校       |
| 167  | 陝西職業技術學院                 | 2013年5月2日 | 陝西省 | 国家骨干高职院校       |
| 168  | 蘭州石化職業技術學院             | 2013年5月2日 | 甘肅省 | 国家示范性高等职业院校 |
| 169  | 甘肅林業職業技術學院             | 2013年5月2日 | 甘肅省 | 国家示范性高等职业院校 |
| 170  | 酒泉職業技術學院                 | 2013年5月2日 | 甘肅省 | 国家骨干高职院校       |
| 171  | 蘭州資源環境職業技術學院         | 2013年5月2日 | 甘肅省 | 国家骨干高职院校       |
| 172  | 武威職業學院                     | 2013年5月2日 | 甘肅省 | 国家骨干高职院校       |
| 173  | 青海畜牧獸醫職業技術學院         | 2013年5月2日 | 青海省 | 国家示范性高等职业院校 |
| 174  | 青海交通職業技術學院             | 2013年5月2日 | 青海省 | 国家骨干高职院校       |
| 175  | 南寧職業技術學院                 | 2013年5月2日 | 廣西   | 国家示范性高等职业院校 |
| 176  | 柳州職業技術學院                 | 2013年5月2日 | 廣西   | 国家示范性高等职业院校 |
| 177  | 廣西機電職業技術學院             | 2013年5月2日 | 廣西   | 重点培育院校           |
| 178  | 廣西職業技術學院                 | 2013年5月2日 | 廣西   | 国家骨干高职院校       |
| 179  | 廣西水利電力職業技術學院         | 2013年5月2日 | 廣西   | 国家骨干高职院校       |
| 180  | 寧夏職業技術學院                 | 2013年5月2日 | 寧夏   | 国家示范性高等职业院校 |
| 181  | 寧夏財經職業技術學院             | 2013年5月2日 | 寧夏   | 国家示范性高等职业院校 |
| 182  | 寧夏工商職業技術學院             | 2013年5月2日 | 寧夏   | 国家骨干高职院校       |
| 183  | 西藏職業技術學院                 | 2013年5月2日 | 西藏   | 国家示范性高等职业院校 |
| 184  | 內蒙古建築職業技術學院           | 2013年5月2日 | 內蒙古 | 国家示范性高等职业院校 |
| 185  | 包頭職業技術學院                 | 2013年5月2日 | 內蒙古 | 国家示范性高等职业院校 |
| 186  | 內蒙古化工職業學院               | 2013年5月2日 | 內蒙古 | 国家骨干高职院校       |
| 187  | 內蒙古機電職業技術學院           | 2013年5月2日 | 內蒙古 | 国家骨干高职院校       |
| 188  | 新疆農業職業技術學院             | 2013年5月2日 | 新疆   | 国家示范性高等职业院校 |
| 189  | 克拉瑪依職業技術學院             | 2013年5月2日 | 新疆   | 国家示范性高等职业院校 |
| 190  | 新疆輕工職業技術學院             | 2013年5月2日 | 新疆   | 重点培育院校           |
| 191  | 烏魯木齊職業大學                 | 2013年5月2日 | 新疆   | 国家骨干高职院校       |